# De vita libri tres

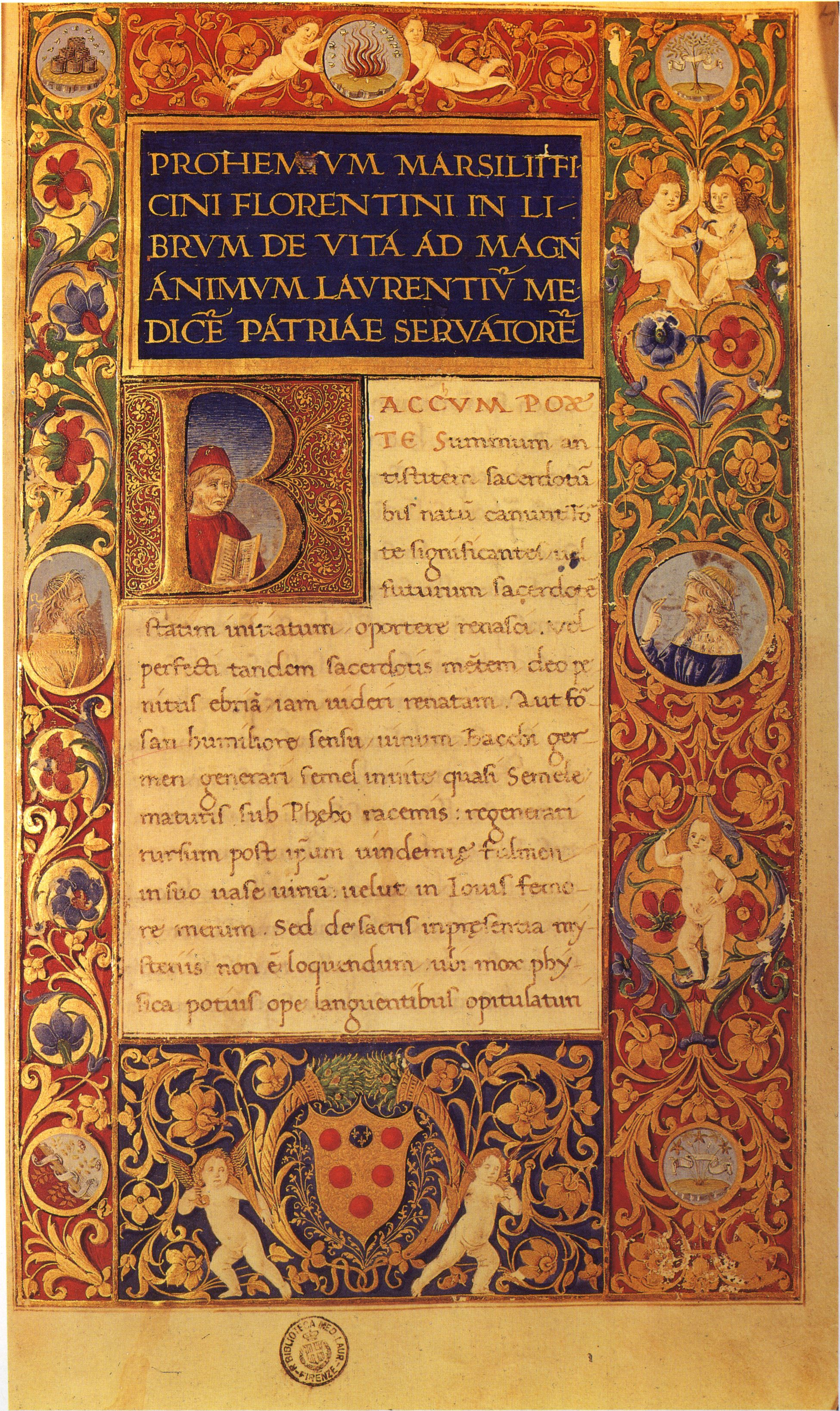
Incipit dell'opera

Il De vita libri tres o De triplici vita (Tre libri sulla vita) è un'opera del filosofo neoplatonico Marsilio Ficino, scritta tra il 1480 e il 1489. Dapprima diffuso come manoscritto, fu poi pubblicato il 3 dicembre 1489 e costantemente ristampato fino alla metà del XVII secolo.

## Contenuto
Il primo libro riguarda la salute fisica, il secondo il prolungamento della vita e il terzo (De vita coelitùs comparanda) gli influssi del piano astrale. L'opera non si concentra sull'anima o sul corpo, ma sullo spiritus, come descritta all'inizio:
(I, II)
Il testo si focalizza sulla salute e sul benessere dell'intellettuale. Gli studiosi sono descritti come naturalmente inclini agli estremi della malinconia e quindi all'influenza ambivalente di Saturno, che può essere rimediata dall'influenza dei pianeti benigni (il Sole, Giove, Venere e Mercurio). Ficino considera tre tipi  potenziali benefici per lo spirito: i vini e le sostanze aromatiche, gli odori e l'aria pulita, e infine la musica, descritta come la più importante (II, XV).
Il De vita è un condensato di filosofia, medicina, magia e astrologia. Accanto a brani che spiegano l'immortalità, l'origine divina e la natura dell'anima, ci sono carte e rimedi astrologici, discorsi relativi a varie divinità greche che discutono tra loro, digressioni filosofiche, prescrizioni medievali per vari mali, tentativi di conciliare il neoplatonismo di Plotino con le scritture cristiane, rimedi magici e talismani.
Ficino fu una delle maggiori voci filosofiche del Rinascimento italiano, ma fu anche figlio di un medico e medico egli stesso. Il De vita rappresenta un esempio del pensiero medico del primo Rinascimento, intriso di Galeno, Ippocrate e della teoria dei quattro umori e delle relative qualità aristoteliche (caldo, freddo, umido, secco), ma che inizia anche ad allineare queste teorie con gli archetipi degli dei pagani, derivati dalla prima traduzione latina in Occidente dei dialoghi di Platone, curata per la prima volta da Ficino, e dal Corpus Hermeticum di Ermete Trismegisto.
Il risultato - in particolare nel terzo libro - è un'opera che personifica gli dei pagani con i pianeti omonimi. Secondo Ficino, i pianeti influenzano il tenore e il vigore della mente dell'intellettuale e la salute del suo corpo. La tesi principale del De Vita è che esistano rimedi ed equilibri che possono essere ricercati per mitigare il loro effetto, per cambiare l'umore e finanche il destino di un essere umano. A questo proposito, Ficino mostra il suo punto di vista profondamente umanista, che lo distingue dagli scrittori precedenti.
Ficino cerca di ricomporre intellettualmente una tensione culturale tra filosofia classica e fede cristiana, che è tipica del sincretismo di gran parte del primo Rinascimento, filtrandole attraverso la cosmologia di Platone.